# Animaniacii
Animaniacii (în engleză: Animaniacs, sau complet Steven Spielberg Presents Animaniacs) este un serial de televiziune animat, distribuit de Warner Bros. Television și produs de Amblin Entertainment și Warner Bros. Television Animation. Animaniacii este al doilea serial animat produs de colaborarea lui Steven Spielberg și Warner Bros. Animation în timpul renașterii animației târziu în anii '80 și devreme în anii '90. Primul serial al studioului, Micii poznași, a fost un succes printre spectatorii tineri, și a atras un număr mare de spectatori adulți. Scenariștii și animatorii de la Animaniacii, conduși de producătorul Tom Ruegger, au folosit experiența dobândită din serialul anterior pentru a crea noi personaje animate care au fost exprimate în forma creațiilor lui Chuck Jones și Tex Avery.
Animaniacii s-a difuzat pentru prima oară pe Fox Kids din 1993 și 1995 și episoade noi au apărut mai târziu pe The WB din 1995 până în aprilie a lui 1998 ca parte a blocului Kids' WB. Serialul a avut un total de 99 de episoade, fiind încheiat de un film, intitulat Wakko's Wish. Mai târziu a fost difuzat pe Nickelodeon, Nicktoons Network și Cartoon Network în sindicare. În România serialul a avut premiera pe canalul TVR 1 iar mai încolo pe Cartoon Network dar difuzarea a fost anulată. În anul 2014, serialul a avut premiera pe 1 aprilie pe canalul Boomerang dublat în limba română.
Un reboot, difuzat de Hulu și produs de Amblin Television și Warner Bros. Animation, cu două sezoane, a avut premiera pe 20 noiembrie 2020.

## Despre serial
În serial este vorba despre frații Warner, Yakko, Wakko și sora lor, Dot, trei staruri de desene animate din anii 30 care au fost închiși în turnul de apă Warner Bros. pentru faptul că sunt "prea țicniți", până în anii 90, când au scăpat. Acum, aceștia aleargă prin întreaga lume împrăștiind propriul fel de nebunie.

## Personaje

### Frații Warner
- Yakko Warner - Yakko Warner este cel mai mare și cel mai înalt dintre frații Warner. Este un maestru al glumelor și al farselor. El poartă pantaloni maro cu o curea neagră. Vobește cel mai mult dintre frații Warner.
- Wakko Warner - Wakko Warner este fratele mijlociu. Are un apetit foarte mare și poate mânca orice. Este maestrul efectelor speciale. El poartă o șapcă roșie și o cămașă albastră. Vorbește cel mai puțin.
- Dot Warner - Dot Warner este sora cea mica și singura fată din trio. Ea poartă o rochie roz și o floare galbenă în păr. Se descrie ca fiind "drăguță".

### Alte personaje
- Dr. Otto Scratchansniff - Dr. Otto Scratchansniff este psihiatrul studioului alocat de președintele Warner Bros. El încearcă să îi oprească pe frații Warner să fie "caraghioși" dar întotdeauna dă greș.
- Salut Asistentă - Salut Asistentă este asistenta Dr. Otto Scratchansniff. Yakko și Wakko sunt îndrăgostiți de ea și când o văd aceștia strigă cu pasiune "Salut Asistentă!".
- Ralph - Ralph este agentul de pază de la studioul Warner Bros. care vrea să îi închidă înapoi pe frații Warner în turnul de apă.
- Thaddeus Plotz - Thaddeus Plotz este președintele studioului Warner Bros. căruia nu îi place de frații Warner din cauza anticilor lor incontrolabile.
- Pinky și Brain - Pinky și Brain sunt doi șoareci de laborator modificați genetic care vor să cucerească lumea. Pinky este în contrast prost ca noroiul, dar întotdeauna fericit. Este cunoscut prin frazele sale: "Narf!", "Zortam!" sau "Poit!". El îl ajută pe Brain în planurile sale de cucerire a lumii. Brain este foarte deștept și este cel care face planurile de cucerire a lumii.
- Veverița Slappy - Slappy este un star de desene animate pensionat din vechile timpuri Warner Bros. Inteligentă și țâfnoasă, ei nu îi place să fie deranjată de cineva iar pe ușa ei este scris „Go away” (în română Pleacă). Îi place să folosească: bombe, dinamită și alte explozive.
- Veverițoiul Skippy  - Skippy este nepoțelul extrem de energic al lui Slappy. Este complet opusul ei dar își iubește mătușa.
- Rita - Rita este o pisică gri fără casă cu un talent vocal. În fiecare episod este văzută cântând, uitându-se după o casă.
- Runt - Runt este un câine maro și tembel. El crede că Rita este un câine.
- Mindy - Mindy este o fetiță preșcolară foarte veselă și curioasă. Îi spune mamei sale "Domnișoară". Când pierde sau vede ceva ea fuge după acel lucru prin obstacole periculoase.
- Buttons - Buttons este câinele lui Mindy. Când aceasta fuge, el se duce după ea dar întotdeauna o pățește.
- Înaripații  - Un trio de păsări: Squit, Bobby și Pesto. Sunt văzute întotdeauna certându-se ce întotdeauna îi culminează bătându-se unii cu alții (de obicei Pesto bătându-l pe Squit și Bobby râzând de amândoi).
- Minerva Mink - Minerva este o nurcă antropomorfică cu abilitatea de a seduce și de a fermeca fiecare creatură masculină din jurul ei.
- Flavio și Marita - Un cuplu bogat de hipopotami spanioli obsedați de a fi la modă. Uneori aceștia au avut parte de situații periculoase dar, de obicei, rămân neconștienți și suferă prejudicii foarte rar, în principal din cauza cadrelor lor mari. De obicei sunt urmăriți de un zoolog care îi consideră ca fiind specii pe cale de dispariție și vrea să îi protejeze, dar întotdeauna să rănește singur.
- Chicken Boo - Un cocoș cu cinci picioare înalte care este curios de a imita un om, în ciuda eforturilor minime la deghizare.
- Katie Ka-Boom - O adolescentă care se transformă într-un monstru comic, violent și distructiv când este supărată de ceva.
- Mimul  - Un mim fără nume care apare de obicei în clipuri scurte cu denumirea "Mime Time"; mimul de obicei va face o demonstrație a câtorva tehnici de mimă (ex. "a se plimba prin vânt" sau "a fi închis într-o cutie").
- Domnul Schelet  - Un schelet mut văzut în seria scurtă Idee bună/Idee rea, unde el face o demonstrație a unei "idei bune" beneficială de activitate și a unei "idei rele" beneficială de activitate care duce la rezultate dezastruoase.

## Distribuție
| Personaje               | Dublare originală | Voiceover română (la TVR 1) | Dublare română (la Boomerang) |
| ----------------------- | ----------------- | --------------------------- | ----------------------------- |
| Yakko Warner            | Rob Paulsen       | Mihai Cabel                 | Sebastian Lupu                |
| Wakko Warner            | Jess Harnell      | Mihai Cabel                 | Richard Balint                |
| Dot Warner              | Tress MacNeille   | Mihai Cabel                 | Ioana Dagău                   |
| Dr. Otto Scratchansniff | Rob Paulsen       | Mihai Cabel                 | Adrian Locovei                |
| Salut Asistentă         | Tress MacNeille   | Mihai Cabel                 | Anca Sigmirean                |
| Ralph T. Guard          | Frank Welker      | Mihai Cabel                 | Florin Stan                   |
| Thaddeus Plotz          | Frank Welker      | Mihai Cabel                 | Ion Ruscuț                    |
| Pinky                   | Rob Paulsen       | Mihai Cabel                 | Florian Silaghi               |
| Brain                   | Maurice LaMarche  | Mihai Cabel                 | Alexandru Rusu                |
| Veverița Slappy         | Sherri Stoner     | Mihai Cabel                 | Anda Tămășanu                 |
| Veverițoiul Skippy      | Nathan Ruegger    | Mihai Cabel                 | Ștefana Dușe                  |
| Pesto                   | Chick Vennera     | Mihai Cabel                 | Eugen Neag                    |
| Bobby                   | John Mariano      | Mihai Cabel                 | Răzvan Vicoveanu              |
| Squit                   | Maurice LaMarche  | Mihai Cabel                 | Adrian Locovei                |
| Rita                    | Bernadette Peters | Mihai Cabel                 | Anda Tămășanu                 |
| Runt                    | Frank Welker      | Mihai Cabel                 | Călin Ardelean                |
| Mindy                   | Nancy Cartwright  | Mihai Cabel                 | Iulia Tohotan                 |
| Buttons                 | Frank Welker      | Mihai Cabel                 | Sebastian Lupu                |
| Flavio                  | Frank Welker      | Mihai Cabel                 | Ion Ruscuț                    |
| Marita                  | Tress MacNeille   | Mihai Cabel                 | Corina Cernea                 |
| Minerva Mink            | Julie Brown       | Mihai Cabel                 | Anca Sigmirean                |
| Mama lui Mindy          | Tress MacNeille   | Mihai Cabel                 | Gabriela Codrea               |
| Tatăl lui Mindy         | Frank Welker      | Mihai Cabel                 | Sorin Ionescu                 |

## Reboot
Potrivit site-ului IndieWire, în mai 2017, Amblin Television și Warner Bros. Animation dezvoltau, în fazele de început, un reboot al serialului Animaniacii. Interesul pentru readucerea serialului a fost ajutat de o revenire în popularitate a desenului când a început să fie valabil pe Netflix în 2016 și de numeroasele proiectele noi ce au reînviat seriale clasice ca Fuller House.
Serialul reboot a fost anunțat oficial de serviciul de streaming Hulu în ianuarie 2018 în parteneriat cu Spielberg și Warner Bros. Domestic Television Distribution. Serialul va avea cel puțin două sezoane începând din 2020. Yakko, Wakko și Dot se vor întoarce alături de Pinky și Brain și celelalte personaje în fiecare episod; dar nu s-a fost anunțat niciun actor pentru aceste personaje atunci. Înțelegerea include ca Hulu să aibă valabile pentru streaming toate episoadele din Animaniacii, Pinky and the Brain, Pinky, Elmira and the Brain și Micii poznași.  Spielberg se va întoarce ca producător executiv, alături de Sam Register, președinte al Warner Bros. Animation și Warner Digital Services, și co-președinții Amblin Television Justin Falvey și Darryl Frank. Serialul va fi produs de Amblin Television și Warner Bros. Animation. Hulu consideră acest serial ca primul său serial original orientat pentru îmtreaga familie.
Wellesley Wild va servi ca showrunner pentru acest serial.

## Vezi și
- Micii poznași
- Pinky and the Brain
- Freakazoid!
- Pinky, Elmira and the Brain